# 印度航空公司814號班機
印度航空814號班機是由尼泊爾特里布萬國際機場飛往印度德里英迪拉·甘地國際機場的定期航班。1999年12月24日，該機於印度上空被劫持，先後於印度、巴基斯坦、阿聯酋降落，最終在坎大哈阿富汗降落。
劫機後，劫機者要求印度釋放在囚的3名恐怖分子，飛機於印度阿姆利則降落，但劫機者威迫客機於未補充燃料下起飛，並用刀刺傷一名乘客。於是客機重新起飛，前往巴基斯坦拉合爾機場，當客機飛近拉合爾時，拉合爾機場關掉跑道燈及通訊器材，企圖阻止客機降落，機長只能嘗試在黑暗中降落拉合爾機場，其後卻險些降落在一條高速公路上釀成空難，此時拉合爾機場當局才意識到飛機燃料已經幾乎耗盡，隨即允許客機降落。機長曾一度要求先讓重傷乘客下機，但卻被巴基斯坦當局拒絕，導致乘客失救致死。客機於拉合爾機場加油後，飛往阿聯酋杜拜空軍基地，刧機者釋放一批婦女及孩童後，再騎劫飛機飛住阿富汗坎大哈機場。經過5天之談判，印度當局同意釋放囚犯，劫機者離開客機，乘客重獲自由。客機最後於2001年退役。